# BASIC Stamp

Diagram of BASIC Stamp

BASIC Stamp(ベーシックスタンプ)とはPICにベーシックインタプリタを内蔵してPBASICでプログラミングできるようにしたマイクロコントローラである。24ピンのチップ上に電源レギュレータからクロック発振器まで必要最低限の部品が実装されており、外付け部品をあまり必要としない。初心者でも扱いやすいことから学習キットなどに広く利用されている。その反面、処理速度が遅く、コストが高く、機能が限られていることから商業ベースではあまり利用されていない。開発と販売はパララックス社(Parallax, Inc)が行っている。日本でも秋月電子通商などで販売されている。
パララックス社からはBoe-Bot、Toddler、SumoBotなどのBASIC Stampを搭載した教育用ロボットが数種類発売されている。
日本でも日本マイクロボット教育社が代理店となって販売されている。
注）秋月電商はパララックス社のものも一部販売するが、
互換性がないと言われる、同社独自のbasicstampも販売している。
http://www.parallax.com/Portals/0/Downloads/docs/prod/stamps/stampscomparison.pdf
http://web.sfc.keio.ac.jp/~esoc/bs/
Parallax, Inc.
BS1-IC　PIC16C56a　をMPUとし
BS2-IC　PIC16C57c
BS2e,BS2sx-IC　ICSX28AC
BS2p24-IC,BS2p40-IC,BS2pe-IC,BS2px-IC,Javelin Stamp　SX48AC
AKIZUKI DENSHI TSUSHO CO., LTD.
AKI-PIC-20/ICスタンプ　16F877

## 機能
- シリアル通信
- パルス幅測定
- パルス生成
- デジタル入出力
- PWM波形生成
- RC回路時間計測
- ボタン入力
- DTMF出力

## バリエーション

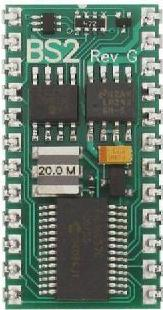
The BASIC Stamp 2

1. BASIC Stamp 1 (BS1),
2. BASIC Stamp 2 (BS2), with six sub-variants:
  1. BS2e
    - CPU：PIC
    - クロック：20MHz
    - プログラム領域：2KB
    - レジスタ：8ビット×26個
    - I/O：16本
    - 電源：7.5～12VDC
    - サイズ：24ピンDIP

  2. BS2sx 
    - BS2eと比較してプログラム領域が4倍（2KB→8KB）、クロックが2.5倍（20MHz→50MHz）になった上位機種

  3. BS2p24
  4. BS2p40
  5. BS2pe
  6. BS2px
3. Javelin Stamp
4. Spin Stamp.